# Samenstelling Belgische Senaat 1870-1874
De lijst van leden van de Belgische Senaat van 1870 tot 1874. De Senaat telde toen 62 zetels. Het nationale kiesstelsel was in die periode gebaseerd op cijnskiesrecht, volgens een systeem van een meerderheidsstelsel, gecombineerd met een districtenstelsel. Iedere Belg die ouder dan 25 jaar was en een bepaalde hoeveelheid cijns betaalde, kreeg stemrecht. Hierdoor was er een beperkt kiezerskorps. 
De legislatuur liep van 8 augustus 1870 tot 29 mei 1874 en volgde uit de verkiezingen van 2 augustus 1870, waarbij alle 62 senatoren werden verkozen. Tijdens deze legislatuur waren achtereenvolgens de regering-D'Anethan (juli 1870 - december 1871) en de regering-De Theux-Malou (december 1871 - maart 1878) in functie, beiden katholieke meerderheden.

## Samenstelling
| Begin legislatuur (1870) | Begin legislatuur (1870) | Begin legislatuur (1870) | Einde legislatuur (1874) | Einde legislatuur (1874) | Einde legislatuur (1874) |
| Fractie                  | Fractie                  | Zetels                   | Fractie                  | Fractie                  | Zetels                   |
| ------------------------ | ------------------------ | ------------------------ | ------------------------ | ------------------------ | ------------------------ |
|                          | Katholieken              | 35                       |                          | Katholieken              | 35                       |
|                          | Liberalen                | 27                       |                          | Liberalen                | 27                       |

Wijzigingen in fractiesamenstelling:
- In 1870 overlijdt de liberaal Benoît Hanssens. Zijn opvolger wordt de katholiek Louis de Merode.
- In 1874 overlijdt de katholiek Hippolyte Van de Woestyne. Zijn opvolger wordt de liberaal Charles de Kerchove de Denterghem.

## Lijst van de senatoren
| Senator                           | Partij    | Aanduiding                   | Kieskring                | Opmerkingen |
| --------------------------------- | --------- | ---------------------------- | ------------------------ | --- |
| John Cogels                       | Katholiek | Rechtstreeks gekozen senator | Antwerpen                | |
| Eugène van Delft                  | Katholiek | Rechtstreeks gekozen senator | Antwerpen                | |
| Jean Félix Van den Bergh          | Katholiek | Rechtstreeks gekozen senator | Antwerpen                | |
| Léon d'Ursel                      | Katholiek | Rechtstreeks gekozen senator | Mechelen                 | |
| François de Cannart d'Hamale      | Katholiek | Rechtstreeks gekozen senator | Mechelen                 | |
| Charles de Merode-Westerloo       | Katholiek | Rechtstreeks gekozen senator | Turnhout                 | |
| Hubert Dolez                      | Liberaal  | Rechtstreeks gekozen senator | Brussel                  | Vervangt vanaf 8 november 1870 Jean Crocq, die niet aan de voorwaarden voldoet om senator te kunnen worden.                                    |
| Joseph Van Schoor                 | Liberaal  | Rechtstreeks gekozen senator | Brussel                  | Quaestor en voorzitter van de commissie Oorlog.                                                                                                |
| Frédéric Fortamps                 | Liberaal  | Rechtstreeks gekozen senator | Brussel                  | |
| Nicolas Reyntiens                 | Liberaal  | Rechtstreeks gekozen senator | Brussel                  | |
| Louis de Merode                   | Katholiek | Rechtstreeks gekozen senator | Brussel                  | Vervangt vanaf 23 december 1870 de overleden Benoît Hanssens (Liberaal).                                                                       |
| Jonathan-Raphaël Bischoffsheim    | Liberaal  | Rechtstreeks gekozen senator | Brussel                  | |
| François De Vadder                | Liberaal  | Rechtstreeks gekozen senator | Brussel                  | |
| Jean-Marie de Man d'Attenrode     | Katholiek | Rechtstreeks gekozen senator | Leuven                   | |
| Auguste d'Overschie de Neeryssche | Katholiek | Rechtstreeks gekozen senator | Leuven                   | Quaestor. |
| Théodore Mosselman du Chenoy      | Liberaal  | Rechtstreeks gekozen senator | Nijvel                   | |
| Léon de Robiano                   | Katholiek | Rechtstreeks gekozen senator | Nijvel                   | Vervangt vanaf 30 augustus 1870 Joseph Zaman (Liberaal), wiens verkiezing ongeldig werd verklaard.                                             |
| Charles van Caloen                | Katholiek | Rechtstreeks gekozen senator | Brugge                   | |
| Bernard Amé du Bus de Gisignies   | Katholiek | Rechtstreeks gekozen senator | Diksmuide                | |
| Albéric du Bus de Gisignies       | Liberaal  | Rechtstreeks gekozen senator | Veurne-Oostende          | |
| Jules Joseph d'Anethan            | Katholiek | Rechtstreeks gekozen senator | Tielt                    | |
| Ernest Solvyns                    | Katholiek | Rechtstreeks gekozen senator | Roeselare                | |
| Paul de Bethune                   | Katholiek | Rechtstreeks gekozen senator | Kortrijk                 | |
| Franz Vergauwen                   | Katholiek | Rechtstreeks gekozen senator | Kortrijk                 | |
| Jules Mazeman de Couthove         | Liberaal  | Rechtstreeks gekozen senator | Ieper                    | |
| Henri t'Kint de Roodenbeke        | Katholiek | Rechtstreeks gekozen senator | Eeklo                    | Secretaris. |
| Jean Casier                       | Katholiek | Rechtstreeks gekozen senator | Gent                     | |
| Napoleon Van Crombrugghe          | Katholiek | Rechtstreeks gekozen senator | Gent                     | |
| Charles de Kerchove de Denterghem | Liberaal  | Rechtstreeks gekozen senator | Gent                     | Vervangt vanaf 26 mei 1874 de overleden Hippolyte Van de Woestyne (Katholiek).                                                                 |
| Jules Malou                       | Katholiek | Rechtstreeks gekozen senator | Sint-Niklaas             | |
| Alfred Vilain XIIII               | Katholiek | Rechtstreeks gekozen senator | Sint-Niklaas             | |
| Prosper Christyn de Ribaucourt    | Katholiek | Rechtstreeks gekozen senator | Dendermonde              | |
| Théodule Rodriguez d'Evora y Vega | Katholiek | Rechtstreeks gekozen senator | Oudenaarde               | |
| Théophile van de Woestyne         | Katholiek | Rechtstreeks gekozen senator | Aalst                    | |
| Hippolyte della Faille d'Huysse   | Katholiek | Rechtstreeks gekozen senator | Aalst                    | Ondervoorzitter en vanaf 15 november 1871 voorzitter van de commissie Justitie.                                                                |
| François Dolez                    | Liberaal  | Rechtstreeks gekozen senator | Bergen                   | |
| Victor Tercelin                   | Liberaal  | Rechtstreeks gekozen senator | Bergen                   | Vervangt vanaf 29 juni 1871 de overleden Henri Tellier.                                                                                        |
| Alphonse Hubert                   | Liberaal  | Rechtstreeks gekozen senator | Bergen                   | |
| Pierre Wincqz                     | Liberaal  | Rechtstreeks gekozen senator | Zinnik                   | |
| Louis Bonnet                      | Liberaal  | Rechtstreeks gekozen senator | Doornik                  | |
| François Sacqueleu                | Liberaal  | Rechtstreeks gekozen senator | Doornik                  | |
| Eugène de Ligne                   | Liberaal  | Rechtstreeks gekozen senator | Aat                      | Senaatsvoorzitter en voorzitter van de commissie Buitenlandse Zaken.                                                                           |
| Ludovic de Robiano                | Katholiek | Rechtstreeks gekozen senator | Thuin                    | Secretaris. |
| Charles-Louis Lebeau              | Liberaal  | Rechtstreeks gekozen senator | Charleroi                | |
| Sylvain Pirmez                    | Katholiek | Rechtstreeks gekozen senator | Charleroi                | |
| François Houtart-Cossée           | Katholiek | Rechtstreeks gekozen senator | Charleroi                | |
| Charles Grandgagnage              | Liberaal  | Rechtstreeks gekozen senator | Luik                     | Vervangt vanaf 24 mei 1871 de overleden Jean Lonhienne. Lonhienne was tot aan zijn dood op 22 april 1871 voorzitter van de commissie Justitie. |
| Guillaume Fléchet                 | Liberaal  | Rechtstreeks gekozen senator | Luik                     | Vervangt vanaf 12 november 1872 de overleden Lambert Dehasse.                                                                                  |
| Hippolyte de Looz-Corswarem       | Liberaal  | Rechtstreeks gekozen senator | Luik                     | Secretaris. |
| Frédéric Braconier                | Liberaal  | Rechtstreeks gekozen senator | Luik                     | Vervangt vanaf 19 maart 1872 de overleden Joseph Forgeur.                                                                                      |
| Camille de Tornaco                | Liberaal  | Rechtstreeks gekozen senator | Hoei                     | Ondervoorzitter. |
| Edmond de Selys Longchamps        | Liberaal  | Rechtstreeks gekozen senator | Borgworm                 | |
| Grégoire Laoureux                 | Liberaal  | Rechtstreeks gekozen senator | Verviers                 | Voorzitter van de commissie Financiën. |
| Antoine de Pitteurs-Hiegaerts     | Katholiek | Rechtstreeks gekozen senator | Hasselt                  | |
| Gustave de Woelmont               | Katholiek | Rechtstreeks gekozen senator | Tongeren-Maaseik         | |
| Philippe de Limburg Stirum        | Katholiek | Rechtstreeks gekozen senator | Aarlen-Bastenaken-Marche | |
| Edouard Charles Orban de Xivry    | Katholiek | Rechtstreeks gekozen senator | Aarlen-Bastenaken-Marche | |
| Charles Bergh                     | Liberaal  | Rechtstreeks gekozen senator | Neufchâteau-Virton       | |
| Justin-Charles de Labeville       | Liberaal  | Rechtstreeks gekozen senator | Philippeville            | Secretaris. |
| Jean d'Omalius d'Halloy           | Katholiek | Rechtstreeks gekozen senator | Dinant                   | Voorzitter van de commissie Binnenlandse Zaken.                                                                                                |
| Guillaume d'Aspremont Lynden      | Katholiek | Rechtstreeks gekozen senator | Namen                    | |
| Ferdinand de Woelmont             | Katholiek | Rechtstreeks gekozen senator | Namen                    | Voorzitter van de commissie Openbare Werken.                                                                                                   |